# Acharya Jagadish Chandra Bose Indian Botanic Garden
Acharya Jagadish Chandra Bose Indian Botanic Garden, dawniej Indian Botanic Garden, Royal Botanic Garden, Calcutta – ogród botaniczny w Kalkucie, najstarszy na terytorium Indii, nazwany imieniem Jagadisa Chandry Bosego.
Założony został z inicjatywy pułkownika Roberta Kyda, oficera Brytyjskiej Kompanii Wschodnioindyjskiej i amatora-botanika, który postulował założenie ogrodu w celu badania roślin indyjskich pod kątem ich użyteczności i możliwości ich wykorzystania w innych krajach Imperium Brytyjskiego, jak również aklimatyzacji roślin sprowadzanych do Indii.
Po śmierci Kyda dyrektorem został William Roxburgh, który przeorganizował go według zasad naukowych. Ogród stał się centrum aklimatyzacji roślin, między innymi trzciny cukrowej, choć próby wprowadzenia europejskich gatunków nie powiodły się ze względów klimatycznych. Następny dyrektor, Nathaniel Wallich, kontynuował pracę Roxburgha i ogród stał się największą kolekcją roślin subkontynentu indyjskiego. W późniejszych latach powstały filie ogrodu w różnych strefach klimatycznych Indii, odgrywając ważną rolę badawczą i aklimatyzacyjną. Ogród w Kalkucie pomagał m.in. koordynować aklimatyzację herbaty, przywiezionej z Chin przez Roberta Fortune'a.
Obecnie ogród zajmuje 110 ha powierzchni, posiada ponad 1400 gatunków roślin. Od 1963 zarządza nim Botanical Survey of India. Największą atrakcją parku jest rozległy banian, tworzący mały gaj o powierzchni 1,5 ha.